# Liberec
Liberec (; în germană Reichenberg) este un oraș din Republica Cehă și, totodată, capitala regiunii Liberec. Se află lângă Neisse Lusatiană, la o altitudine de 359 m deasupra nivelului mării. Are o suprafață de 106,087154 km². Populația este de 108.090 locuitori, determinată în 1 ianuarie 2025, pe criteriul de domiciliu.

## Personalități născute aici
- Johann Christoph Demantius (1567 – 1643), compozitor;
- Josef Proksch (1794 – 1864), compozitor;
- Friedrich Karl Ginzel (1850 - 1926), astronom;
- Ferdinand Porsche (1875 - 1951), constructor de automobile;
- Josef Vlastimil Burian (Vlasta Burian) (1891 - 1962), actor;
- Jaroslav Řídký (1897 – 1956), compozitor;
- Konrad Henlein (1898 – 1945), om de stat nazist;
- Herbert Feigl (1902 – 1988), filozof;
- Guido Beck (1903 – 1988), fizician;
- Roderich Ferdinand Ottomar Menzel (1907 – 1987), tenismen;
- Otfried Preußler (1923 – 2013), scriitor;
- Markus Lüpertz (n. 1941), artist plastic;
- Barbara Bouchet (n. 1943), actriță;
- Oldřich Kaiser (n. 1955), actor;
- Petr Nedvěd (n. 1971), jucător de hochei pe gheață;
- Martin Damm (n. 1972), tenismen;
- Tomáš Enge (n. 1976), pilot de curse;
- Zuzana Hejnová (n. 1986), atletă.